# Телеграмма Крюгеру
Телеграмма Крюгеру — послание, направленное германским кайзером Вильгельмом II президенту Южно-Африканской Республики Паулю Крюгеру 3 января 1896 года.

## Предыстория
В конце 1895 года отряд под руководством британского колониального чиновника Линдера Джеймсона совершил рейд на территорию Южно-Африканской республики, который был отражён бурами. Узнав о рейде Джеймсона, Вильгельм II сначала хотел объявить над Южно-Африканской республикой германский протекторат и направить туда войска, но затем решил ограничиться телеграммой.

## Действия
Поздравительная телеграмма президенту Крюгеру гласила:
Я выражаю Вам мои искренние поздравления в связи с тем, что Вы, вместе с вашим народом, смогли, не призывая на помощь дружественные державы, собственными силами восстановить мир, нарушенный вторгшимися в Вашу страну вооружёнными бандами, и обеспечить независимость Вашей страны от нападения извне.
Оригинальный текст (нем.)Ich spreche Ihnen Meinen aufrichtigen Glückwunsch aus, daß es Ihnen, ohne an die Hülfe befreundeter Mächte zu appellieren, mit Ihrem Volke gelungen ist, in eigener Tatkraft gegenüber den bewaffneten Scharen, welche als Friedensstörer in Ihr Land eingebrochen sind, den Frieden wiederherzustellen und die Unabhängigkeit des Landes gegen Angriffe von außen zu wahren.

В частном письме российскому императору Николаю II кайзер Вильгельм прямо заявил: «Я никогда не позволю англичанам раздавить Трансвааль!». Не ограничившись письмами и телеграммами, Вильгельм запросил правительство Португалии о разрешении на проход германского экспедиционного корпуса из Германской Восточной Африки через Мозамбик для помощи бурским республикам.

## Последствия
В Лондоне действия Германии расценили как готовность открыто вмешаться в конфликт на юге Африки, что вызвало в Великобритании всплеск антигерманских выступлений. Стремясь использовать европейские противоречия, президент Крюгер потребовал от британского правительства отмены королевской хартии, выданной в 1889 году Британской Южно-Африканской Компании и пересмотра Лондонской конвенции 1884 года как ограничивающей суверенитет Южно-Африканской республики.